# Charles-Albert (roi de Sardaigne)
Pour les articles homonymes, voir Charles-Albert et Carlo Alberto.
Charles-Albert (en italien Carlo Alberto di Savoia), né à Turin le 2 octobre 1798 et mort à Porto (Portugal) le 28 juillet 1849, connu également sous le nom de Charles-Albert de Savoie en raison de son appartenance à la maison de Savoie, fut roi de Sardaigne, roi titulaire de Chypre et de Jérusalem, duc de Savoie et duc de Gênes de 1831 au 23 mars 1849, prince de Piémont, septième prince de Carignan de 1800 au 23 mars 1849, et comte de Barge de 1800 au jour de sa mort.
Son nom est lié à la promulgation du Statut fondamental de la Monarchie de Savoie du 4 mars 1848, dit Statut albertin, qui fait du royaume de Sardaigne puis de l’Italie une monarchie constitutionnelle. Le Statut constitue le traité fondamental des lois de l'État italien jusqu'à l'adoption de la constitution républicaine en 1947.

## Biographie
Carlo Alberto Emanuele Vittorio Maria Clemente Saverio Giulio e Saverio naît dans le palais Carignan à Turin. Il est le fils de Charles-Emmanuel de Savoie-Carignan et de Marie-Christine de Saxe. Pour son baptême, il est tenu par le roi Charles-Emmanuel IV de Sardaigne et sa femme, la reine Marie Clotilde de France : les deux sont très pieux et dévots.
À sa naissance, en sa qualité de septième prince de Carignan, une branche secondaire de la famille, il n'a quasiment aucune chance d'accéder au trône. À cette époque-là, Charles-Emmanuel IV, qui a succédé depuis peu à Victor-Amédée III de Sardaigne, n'a pas d'enfant mais a deux frères : le futur roi Victor-Emmanuel Ier de Sardaigne et Charles-Félix de Savoie. De plus, la présence d'un fils de Victor-Emmanuel, lui aussi appelé Charles-Emmanuel, rend l'accession au trône de Charles-Albert presque impossible, bien que Charles-Emmanuel meure prématurément. Le lien de parenté de son père Victor-Emmanuel avec Charles-Félix est très lointain, ils sont cousins au treizième degré, leur parent commun étant Charles-Emmanuel Ier de Savoie (1562 - 1630). Après le mariage avec Marie-Thérèse de Habsbourg-Toscane, nièce de la femme de Charles-Félix, ce dernier et Charles-Albert s'appellent oncle et neveu bien que cela soit juridiquement infondé (adfines inter se adfines non sunt).
Dans ces années marquées par de profonds changements, la famille des Carignan se montre favorable à la France et, lorsque à l'arrivée de l'armée napoléonienne les souverains sont contraints de quitter Turin, Charles-Emmanuel, en raison de ses idées libérales, refuse de suivre le roi dans son exil et s'enrôle dans l'armée alors qu'il était déjà officier. Il semble aussi que les Français aient fait parvenir au roi la requête de quitter Turin précisément par l'intermédiaire de l'épouse de Charles-Emmanuel, qui a également des idées très libérales et soutient ouvertement Napoléon Bonaparte.
L'attitude pro-française de Charles-Emmanuel ne lui vaut pas la reconnaissance des vainqueurs et ces derniers l'emmènent à Paris avec toute sa famille, qui vient de s'agrandir avec la naissance d’Élisabeth. Placés sous une surveillance étroite par la police, ils sont contraints de vivre dans la pauvreté dans une maison en banlieue. La situation s'aggrave en 1800 avec la mort soudaine de Charles-Emmanuel, à l'âge de trente ans. Il appartient alors à sa mère, Marie-Christine, de subvenir aux besoins de la famille. Elle refuse l'aide de Victor-Emmanuel Ier, entre-temps monté sur le trône de la Sardaigne, qui en échange souhaiterait que le jeune prince soit éduqué auprès de lui, et fait en sorte d'assurer autrement son avenir et celui de ses enfants.
Dans un premier temps, ils vivent à Leipzig, sous la protection de ses parents, puis la famille se rend de nouveau en France.
Charles-Albert grandit à Paris : éduqué à la maison, il joue dans les rues et ses copains sont issus de tous les milieux sociaux. En 1808, Marie-Christine épouse en secondes noces Jules Maximilien Thibaut de Montléart : il aura une influence négative sur le jeune prince, ce dernier ne l'aimant guère.

Armoiries de Charles-Albert de Savoie, comte d'Empire.

À l'âge de 12 ans, Charles-Albert entre au collège Stanislas à Paris, où il va rester deux ans : bon élève, il suit les cours avec profit. La même année, sa mère parvient à parler à Napoléon et à obtenir pour son fils le titre de comte de l'Empire et une rente annuelle de 100 000 francs. L'usage des armes de la Maison de Savoie (à savoir « une croix d'argent sur un champ de gueules ») lui étant défendu par les autorités impériales, le Conseil du sceau des titres lui attribue pour armes : « De gueules au cheval effaré d'argent, le canton des Comtes Propriétaires brochant. »
En 1812, la famille déménage à Genève. Charles-Albert est alors éduqué par un pasteur protestant, Jean-Pierre Étienne Vaucher. Vaucher, calviniste et directeur d'une école pour jeunes gens de la noblesse européenne, est un fervent admirateur et disciple de Rousseau et de sa religion naturelle. Les années de Genève sont parmi les plus belles de l'adolescence de Charles-Albert. Avec la défaite de Napoléon à Leipzig, la famille quitte Genève par crainte de l'arrivée des Autrichiens et retourne à Paris, où Charles-Albert retrouve la collège Stanislas et le lycée militaire de Bourges.
À partir de ce moment, sa vie est liée à celle de l'empereur français et, en 1814, il est nommé lieutenant des dragons par Napoléon Ier.

### Le retour à Turin
Avec le retour de Louis XVIII sur le trône de France, la famille, ayant collaboré avec Napoléon, tombe à nouveau en disgrâce et Charles-Albert perd le titre concédé par l'Empereur.
Il est conseillé au jeune prince de retourner à Turin, dans les domaines de sa famille, reconnue par le congrès de Vienne comme celle du prince héritier.
En effet la famille régnante et en particulier le frère du roi ne voient pas d'un bon œil ce retour, notamment parce que cela voudrait dire se rapprocher du trône. La famille songe même à abolir la loi salique afin de permettre l'accession au trône de la fille du roi Victor-Emmanuel Ier.
Après son retour à Turin, en 1814, à Charles-Albert sont imposés deux nouveaux précepteurs choisis par la reine, le religieux Filippo Grimaldi del Poggetto et Policarpo Cacherano d'Osasco de Cantarana, ayant la lourde tâche de l'éloigner des idées napoléoniennes. Le premier essaie de le rapprocher de la religion catholique, mais sans y parvenir.
Afin de pouvoir devenir roi de Sardaigne, le jeune prince doit également recevoir une éducation convenable. Pour faciliter le travail des éducateurs, Charles-Albert est envoyé dans le château de Racconigi, l'une des résidences des Carignan. Une fois au palais, il s'y plaît et commence une série de travaux d'agrandissement et d'amélioration qu'il poursuivra une fois devenu roi. En 1832, le palais devient résidence estivale : aujourd'hui il appartient au patrimoine de l'UNESCO.
Les rumeurs des fréquentations de Charles-Albert à Turin inquiètent la famille royale. En effet, le prince ne fait pas mystère de son appréciation pour les jeunes proches des carbonari dont Santorre di Santa Rosa. Ils les reçoit souvent au palais Carignan ou dans ses jardins (à l'emplacement de l'actuelle Piazza Carlo Alberto) pour évoquer la situation italienne, Charles-Albert étant profondément anti-autrichien, et la Constitution espagnole promulguée quelques années plus tôt par les Cortès. C'est cette même constitution qui, quelques années plus tard, sera réclamée au roi Victor-Emmanuel : Charles-Albert sera alors en première ligne parmi les conspirateurs.

### Son mariage

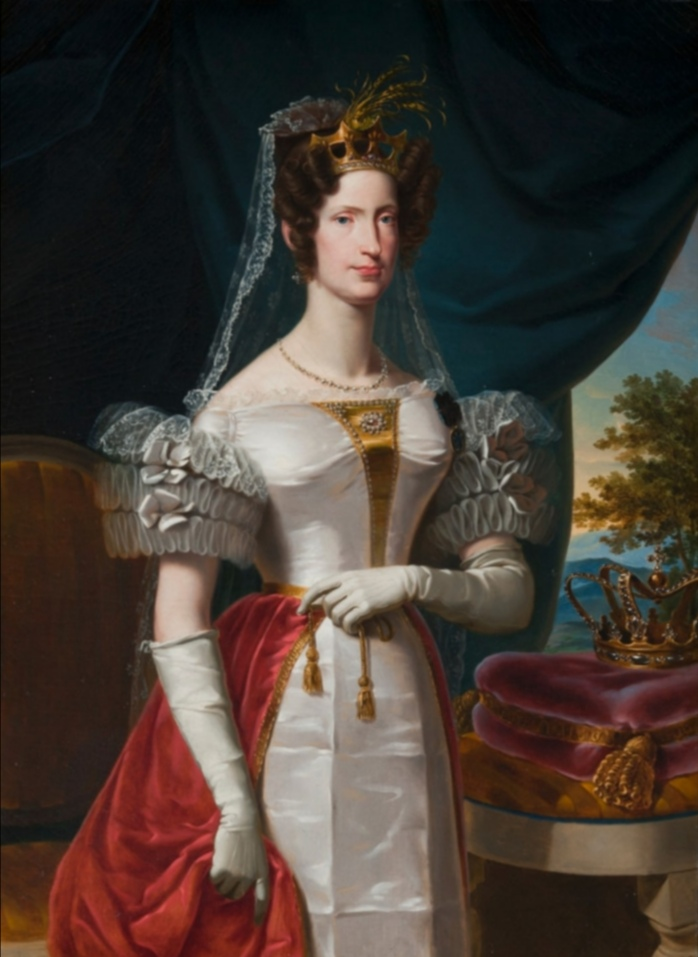
Marie-Thérèse de Habsbourg-Toscane, reine de Sardaigne et femme de Charles-Albert.

Malgré ses positions anti-autrichiennes, il épouse, le 30 septembre 1817, Marie-Thérèse de Toscane, fille du grand-duc Ferdinand III de Toscane, avec laquelle il a trois enfants :
- Victor-Emmanuel (1820-1878) qui lui succède,
- Ferdinand (1822-1855), duc de Gênes, père de la future reine Marguerite,
- Marie-Christine (1826-1827).

Ce mariage, suivant les coutumes de l'époque, a été arrangé par la famille et notamment par la femme du roi. Les Savoie souhaitent ainsi renforcer la dynastie tout en tempérant le caractère de Charles-Albert. Toutefois celui-ci aura bien des relations adultérines, notamment avec Maria Antonietta Truchsess de Waldbourg qui avait épousé le comte Maurizio de Robilant. Fille de l'envoyé prussien à Turin, Friedrich Ludwig Truchsess de Waldbourg, elle devient la dame de compagnie de son épouse.
Le voyage en Toscane pour rencontrer sa future épouse, alors âgée de seize ans, emmène Charles-Albert jusqu'à Rome où il fait la connaissance du roi Charles-Emmanuel IV de Sardaigne, toujours en vie mais désormais aveugle, et reclus en tant que simple religieux au noviciat de Saint-André du Quirinal. Cette expérience le touchera au point de susciter en lui un sentiment de religiosité.

### Le prince et les insurrections de 1821
L'insurrection débute le 9 mars à Alexandrie où les conjurés parviennent à entraîner le régiment des dragons du roi et la brigade Genova pour s'emparer de la ville.
Le jeune prince, fort de ses fréquentations, joue un rôle de premier plan le 12 mars 1821 lorsque l'insurrection se propage à Turin, où l'instauration d'une constitution sur le modèle espagnol est demandée.
Dans la nuit du 12 au 13 mars, le roi Victor-Emmanuel Ier doit trancher : soit il marche à la tête des soldats restés fidèles contre les émeutiers, soit il accorde la constitution. Il décide d'éviter la guerre civile et tout en restant fidèle à ses principes, il refuse d'accorder une constitution. Il abdique ensuite en faveur de son frère Charles-Félix, qui se trouve alors à Modène chez son beau-père, et nomme en tant que régent le jeune Charles-Albert, puis il s'exile à Nice.
Les émeutiers réclament toujours la constitution et manifestent sous les fenêtres du palais Royal. De nombreux conseillers demandent à Charles-Albert d'agir dans ce sens. Le 13 mars au soir, depuis le palais Carignan, Charles-Albert promulgue la constitution inspirée de celle des Cortès d'Espagne de 1812, réservant au nouveau roi la faculté de la ratifier.
Le lendemain, un nouveau gouvernement est formé en remplacement du précédent, dissous après l'abdication du roi.
Les émeutiers demandent maintenant la guerre contre l'Autriche et l'invasion de la Lombardie alors possession du Royaume lombard-vénitien (cf. les auspices de Alessandro Manzoni, ode Mars 1821), ce qui n'est pas dans les intentions du prince. Il est tout à fait conscient du manque de préparation de l'armée ainsi que de son affaiblissement, dû au nombre de miliciens ayant déserté. Qui plus est, Charles-Albert s'inquiète de la réaction de Charles-Félix. En effet, le 16 mars, ce dernier critique ses initiatives et lui enjoint de se rallier aux troupes restées fidèles à Novare : « Si vous avez encore une goutte de sang de la Maison des Savoie, vous devez partir pour Novare et attendre les ordres ».
Charles-Albert, indigné par cette réponse, hésite à prendre la tête des rebelles, mais sur les recommandations de la Cour, il décide de revenir sur ses intentions et d'attendre les décisions de Charles-Félix. Dans un premier temps, il refuse de mettre fin à la régence comme demandé par le nouveau roi considérant qu'il s'agit d'une décision du roi Victor-Emmanuel Ier prise au moment de son abdication.
Finalement il décide de ne pas s'opposer à Charles-Félix et le 21 mars, il rejoint les troupes du roi à Novare avec le régiment Savoia Cavalleria, déposant la Régence et restant pratiquement huit jours aux arrêts. Ce faisant, le prince n'a pas compromis sa succession et renvoie à un autre moment la réalisation de ses idées. Par son départ, il laisse les émeutiers et les constitutionnalistes dans le désespoir, ainsi qu'une grande partie des troupes, qui peu de temps après sont vaincues par les régiments fidèles au roi soutenus par les Autrichiens appelés afin de rétablir le statu quo. 8 000 Piémontais soutenus par 15 000 Autrichiens affrontent 4 000 hommes de l'armée constitutionnelle.
Quand il atteint Novare, Charles-Félix demande à Charles-Albert de partir pour la Toscane. Celui-ci se rend à Modène via Milan, cherchant en vain de se faire recevoir par le roi. Il part alors pour Florence.

### L'héritier du trône

Armes de la Maison de Savoie qui se blasonnent : « de gueules, à la croix d'argent ».

Les années à Florence sont parmi les plus tristes de la vie de Charles-Albert qui est l'invité de son beau-père mais sous l'étroite surveillance des espions envoyés par Charles-Félix. Celui-ci envisage de l'écarter de la succession au trône et envisage comme héritier celui qui va devenir Victor-Emmanuel II.
Dans une tentative de se réhabiliter aux yeux du souverain, Charles-Albert utilise l'opportunité que le destin met à sa disposition avec l'expédition française en Espagne. En 1823, dans la péninsule ibérique, une révolution a éclaté visant à contraindre le roi Ferdinand VII à rétablir la même constitution d'abord accordée, puis refusée dans le Piémont. Les Cortès obligent le roi à les suivre à Cadix pour échapper à l'invasion française menée en accord avec Metternich et la Sainte-Alliance afin de rétablir le pouvoir royal. Charles-Albert demande et obtient avec difficultés de participer à l'expédition aux côtés du duc d'Angoulême. Il rejoint l'Espagne d'abord en bateau puis à cheval. Au cours de la campagne d'Espagne, il se distingue par sa bravoure et est souvent en première ligne ce qui lui permet de recevoir de nombreux honneurs. Il risque sa vie plusieurs fois aux combats et en raison des fièvres qui frappent l'armée des assaillants. Son nom est associé à la bataille du Trocadéro ce qui lui vaut un certain écho dans les journaux européens et le surnom du « renégat de Trocadéro » dans les milieux libéraux italiens. Après cette bataille, les forces réactionnaires libèrent le roi et la reine d'Espagne, une de ses cousines, ce qui permet d’abolir la constitution.
Pour revenir à Turin, Charles-Albert est obligé de jurer devant l'ambassadeur sarde Alfieri à Paris de ne pas vouloir modifier les fondements de la monarchie et de conserver intact le pouvoir absolutiste. Le 7 février 1824, il est de retour dans la capitale piémontaise avant de rejoindre sa famille à Florence qui s'installe en mai 1824 dans le château de Racconigi. Le 18 décembre 1824, il est nommé général de cavalerie.
Une fois de retour à Turin, pardonné par son oncle, il se prépare à régner. Au cours de ces années, il étudie beaucoup, acquérant une certaine culture en particulier dans le domaine économique par la lecture de nombreux auteurs et en essayant de comprendre quelle est la situation des territoires dont il doit hériter. Dans cette perspective il voyage en Sardaigne en 1829, contrairement à Charles-Félix qui ne s'y est jamais rendu.
Sa formation ne se limite pas à l'économie, il parle couramment quatre langues, l'italien, l'anglais, l'allemand et le français qu'il utilise. Il écrit des textes qu'il fait disparaître dont des histoires pour les enfants appelées Racconti morali.
En 1826, le prince achète un premier groupe de treize émaux d'Abraham Constantin pour la somme considérable de 120 000 francs, dont le paiement s'échelonne sur dix ans. Ces œuvres, avant d'atteindre Turin, sont exposées à Genève, à Paris au palais de l'Institut et à Londres, au Regent Street. Cette première série, équipée de cadres appropriés réalisés à Florence, inclut une sélection d'œuvres célèbres : La Vierge à la chaise, la Vénus d'Urbin de Titien. À celles-ci s'ajoutent entre 1829 et 1832, les émaux des quatre portraits de Raphaël, Titien, Annibal Carrache et Rubens.
La collection est complétée en 1831 par un cadeau du roi Charles X de France, commanditaire du peintre : un émail représentant Charles-Albert à la bataille du Trocadéro. Toutes ces œuvres sont conservées à la Galleria Sabauda à Turin.

### Le roi

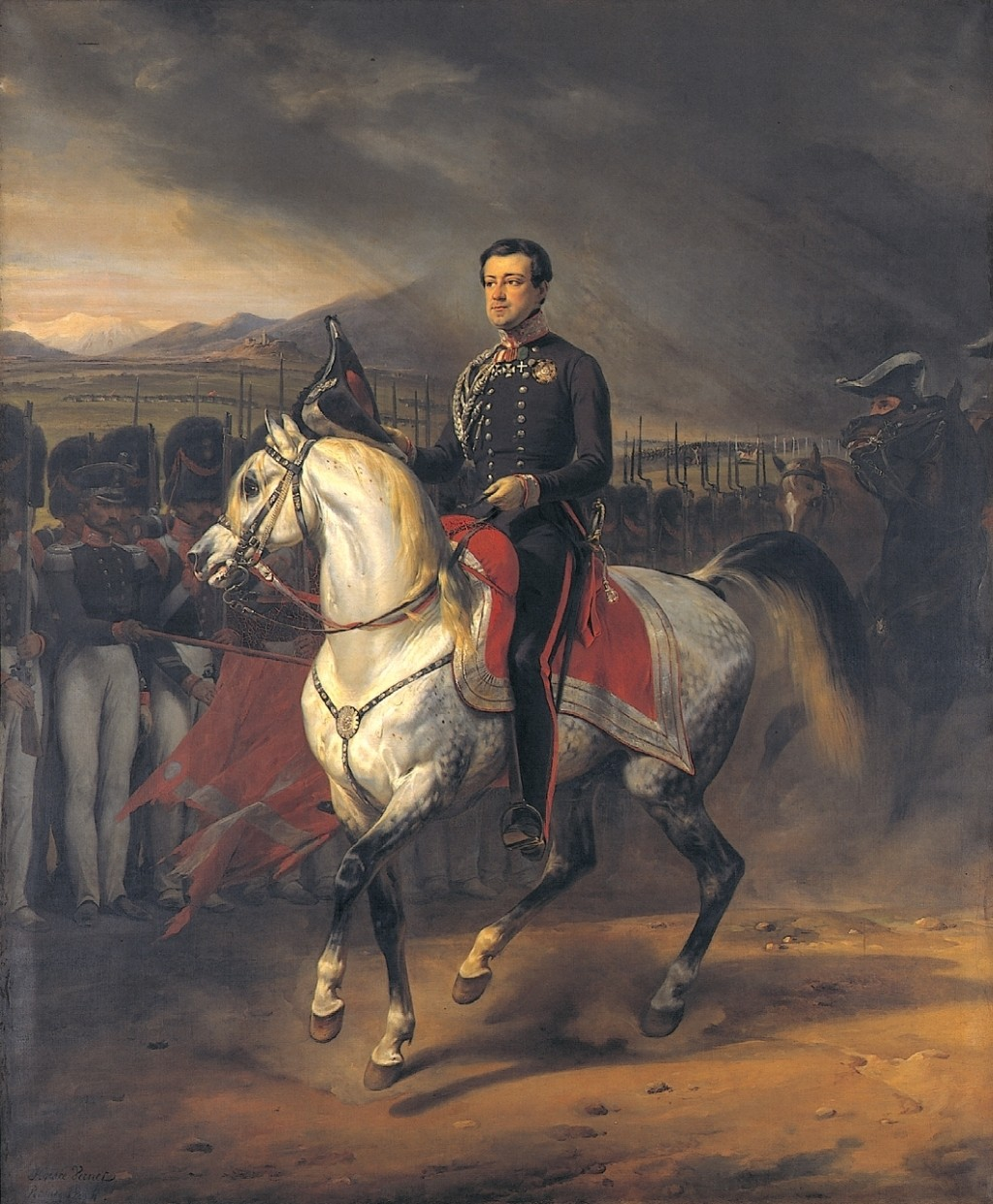
Portrait équestre de Charles-Albert (roi de Sardaigne). Horace Vernet, 1834. Galerie Sabauda, Turin

À la mort de Charles-Félix, le 27 avril 1831, Charles-Albert devient roi de Sardaigne. Cela déclenche de grands espoirs en raison de sa participation aux événements insurrectionnels de 1821 à Turin. En fait, le nouveau roi commence son règne en montrant qu'il ne veut pas changer quoi que ce soit dans l'ordre établi. Giuseppe Mazzini, bien que révolutionnaire républicain, lui envoie une lettre publiée à Marseille l'incitant à devenir roi d'Italie et à se mettre à la tête du mouvement national italien. Charles-Albert ne répond pas à l'appel et s'engage dans une sévère répression contre les mouvements libéraux,,,.

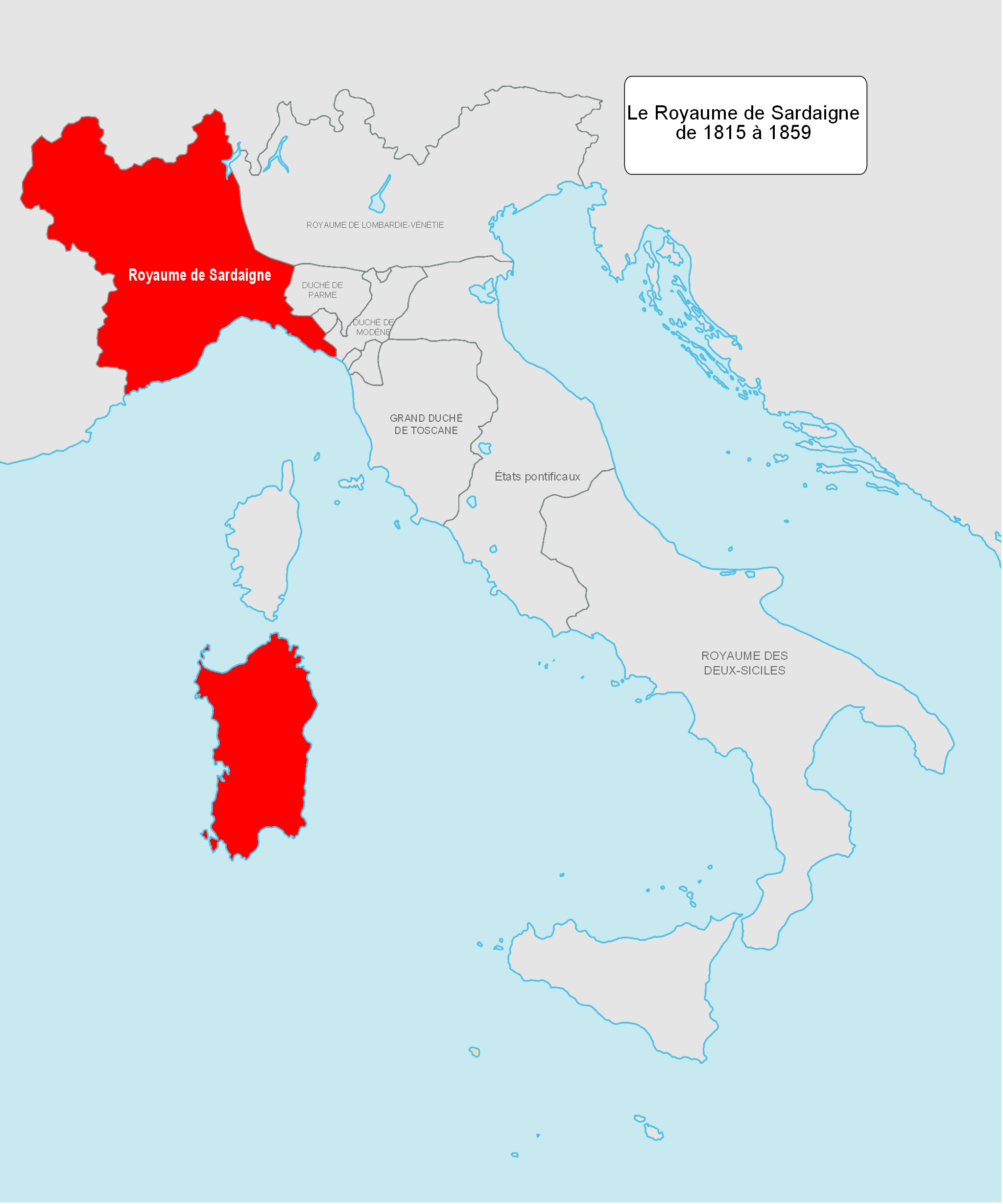
Le Royaume de Sardaigne en 1839.

Le 18 août 1831, Charles-Albert instaure un Conseil d'État, héritage du Conseil d'État napoléonien, qu'il préside et composé d'un vice-président - (Ignazio Thaon de Revel) -, de trois présidents de sessions (finance, interne et justice) et de trente-quatre conseillers. Cet organe est uniquement consultatif, des tribunaux spéciaux règlent les controverses avec l'autorité.
Il devient un ardent défenseur de l'absolutisme s'opposant à la révolution de Juillet qui a conduit sur le trône français Louis-Philippe Ier par une alliance conclue avec l'Autriche qui est ratifiée en 1836. En cas de guerre avec la France, Charles-Albert serait le commandant suprême des armées austro-sardes. L'alliance avec l'Autriche est consolidée par la politique dynastique : en 1842, le prince héritier Victor-Emmanuel épouse sa cousine Marie Adélaïde de Habsbourg-Lorraine, fille d’Élisabeth, sœur du roi, et du vice-roi du Royaume lombard-vénitien. La dynastie peut se considérer en sécurité en 1844 avec la naissance du prince héritier, le futur roi d'Italie Humbert, l'année suivante voit également la naissance d'Amédée, futur roi d'Espagne.
Contre les mouvements révolutionnaires et libéraux, Charles-Albert mène une politique sévère et il réprime durement la conspiration de la jeune Italie (1833), signant de nombreuses condamnations à mort dont celle par contumace de Mazzini. En fait, celui-ci fait part de son intention de renverser la monarchie. L'année suivante, les carbonari essayent un nouveau soulèvement en Savoie et à Gênes qui échoue. Parmi les personnes condamnées, il y a Giuseppe Garibaldi qui réussit à fuir à l'étranger.
Du point de vue de la liberté religieuse, il ne change en rien la politique de ses prédécesseurs, des ghettos pour les Juifs et les interdictions en vigueur à l'encontre des Vaudois, par ailleurs, le roi est très religieux et passe du temps dans la prière.

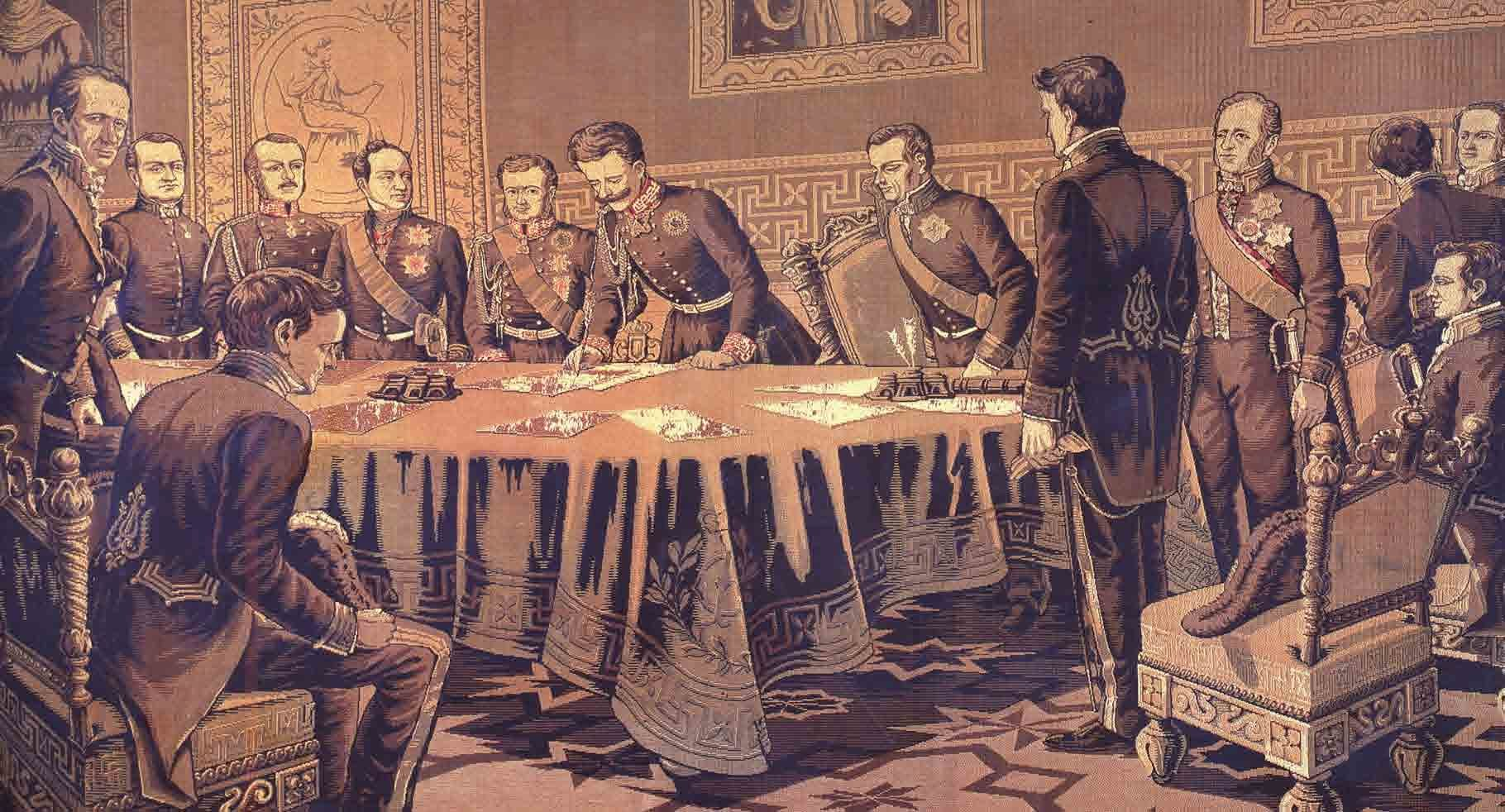
Charles-Albert lors de la signature de la constitution.

Si, dans un premier temps, Charles-Albert tient une position conservatrice et pro-cléricale similaire à celle de son prédécesseur, faisant évanouir les espoirs de ceux qui croient en lui, par la suite, il se montre plus libéral, ouvrant le Piémont aux réformes sous l'influence de gens comme Vincenzo Gioberti et Massimo d'Azeglio.
Il entame une série de réformes visant à renforcer l’État et à rajeunir les structures : dans le cadre économique, il montre un intérêt pour les chemins de fer évaluant avec ses services techniques la construction d'une voie Turin-Gênes-Milan afin de favoriser le commerce entre le royaume de Sardaigne et Lombardie-Vénétie autrichienne. Ce projet débute en 1840 malgré les réticences autrichiennes. Les chemins de fer favorisent l'industrie sidérurgique dans le royaume donnant vie, par exemple, aux bases de la société Ansaldo à Gênes.
Du point de vue commercial, il stimule l'économie du Piémont qu'il juge stagnante depuis trop longtemps. Dans cet objectif, il engage une modernisation globale de la Sardaigne où il se rend à plusieurs reprises. En 1837, il réorganise l'île en instituant sept préfectures. En 1838, il abolit les droits féodaux tout en indemnisant les nobles.
Plus généralement, il donne une impulsion à l'agriculture, au secteur bancaire et au commerce en réduisant la taxe sur le blé en 1834. Il abolit l'interdiction sur l'exportation de la soie grège et supprime les droits à l'importation sur les soies travaillées. En 1842, il promulgue le nouveau Code de commerce et à partir de 1843, il conclut des traités commerciaux avec les autres États italiens et les grands pays européens. Les traités signent le démantèlement progressif de régime protectionniste piémontais.
La justice civile et pénale est réformée par l'introduction, d'abord le 31 décembre 1837, du nouveau Code civil qui recopie le code Napoléon puis, en 1838, du nouveau code pénal, qui prévoit, entre autres, l'abolition de la torture et de la profanation des cadavres des condamnés. Enfin, en 1847, le Code de procédure pénale est publié.
Plus généralement, Charles-Albert, avec la promulgation des codes et la constitution en 1846 de la Cour de la cassation, réforme le système juridique dans son ensemble. Même du point de vue de l'organisation de l'État, Charles-Albert se montre actif : avant même la concession de la constitution, en 1847, il abolit l'autonomie administrative de la Sardaigne qui se trouve fusionnée avec celle de la péninsule la rendant donc semblable au modèle administratif piémontais.
L'armée du royaume de Sardaigne est l'objet de l'attention particulière du roi qui souhaite la rajeunir et la rendre plus efficace. Il rend obligatoire le service militaire de quatorze mois et fonde, sur les conseils du major Alessandro La Marmora, un corps d'élite : les bersagliers (1836). Comme premier commandant de l'unité des gardes du corps du roi que deviennent les cuirassiers officiant encore au Quirinale, il appelle le fidèle Carlo Ferrero della Marmora.
Sur le plan culturel, il crée une cour fastueuse (comme a pu l'apprécier le tsar Nicolas Ier en visite à Turin en 1845), il protège des artistes, il construit des bâtiments pour embellir la ville et des monuments à la mémoire de ses prédécesseurs, il rénove les ordres de chevalerie, il fonde l’ordre civil de Savoie et aide l’Église, en particulier à travers les œuvres de la reine.
Charles-Albert célèbre par une statue, le cheval de bronze, le personnage le plus représentatif de l'histoire de la Savoie, Emmanuel-Philibert, fondateur de la puissance dynastique et territoriale des Savoie. Cette statue se dresse dans le centre de Piazza San Carlo et est commandée en 1831 à Carlo Marochetti. Le monument est coulé en France et exposé au Louvre en 1838, il dépeint le duc dans l'action de rengainer son épée après la victoire de la bataille de Saint-Quentin en 1557. Le roi étant satisfait du travail, Marochetti est récompensé avec le titre de baronnet. Quelques années plus tard, en 1861, le roi Charles-Albert est représenté par Marochetti par une autre statue équestre qui se trouve sur la Piazza Carlo Alberto à Turin, devant le palais Carignan, siège du premier Parlement italien, appartenant à la famille de Charles-Albert jusqu'à son accession au trône.

### La guerre avec l'Autriche

#### Les causes
Les dernières années de son règne sont également étroitement liées à la campagne de 1848-1849 contre les Autrichiens
qui dans l'historiographie italienne est appelé la première guerre d'indépendance.
Dans les années qui précèdent le conflit, il y a de nombreuses frictions avec l'empire des Habsbourg particulièrement sur le plan économique : le projet de construction de chemins de fer Turin-Gênes et Milan-Turin qui menace Trieste comme le port privilégié pour les marchandises destinées à l'Allemagne. Il y a aussi les exportations de sel vers la Suisse alors que, selon un traité, la Suisse ne doit se procurer du sel qu'auprès de l'Autriche. Un tel accord, à l'époque, ne dérange par le duché de Savoie car il ne dispose pas de débouché sur la mer. Mais en raison du congrès de Vienne, la Ligurie fait désormais partie du royaume de Sardaigne. La réaction autrichienne est ferme : elle introduit des droits de douane très élevés sur le commerce des vins et des fromages du Piémont, ce qui frappe durement l'économie sarde.
Il convient d'ajouter les prétentions pour la conquête de la Lombardie et la haine ressentie par Charles-Albert, qui a grandi avec des idéaux révolutionnaires, à l'encontre de l'Autriche. En outre, le roi ne supporte pas l'arrogance autrichienne qui voit, dans le Piémont, à peine un peu plus qu'une province.
Il faut ajouter les mouvements insurrectionnels qui éclatent dans presque toute la péninsule italienne et voient en lui, pour certains, un monarque constitutionnel et le seul espoir de pouvoir chasser les Autrichiens. Pour sa part, le roi se rapproche toujours plus des idées giobertines, néoguelfisme avec la reconnaissance de la Savoie comme l'« épée du pape », conforté par l'élection de Pie IX, ce qui accroît sa confiance dans la réalisation de ses rêves de jeunesse d'une part et dynastique de l'autre.

#### Les premières phases
Le roi, fidèle à la constitution à peine adoptée, convoque un conseil des ministres pour délibérer de la guerre et, dans le même temps, il demande des garanties à Milan. Il prend des risques importants et souhaite s'assurer que ses efforts ne seront pas vains.
Il mobilise les troupes de la manière la plus rapide possible notamment, parce qu'en vertu de l'alliance avec l'Autriche, les bastions de l'Est sont dégarnis. Il décide donc de prêter assistance aux Milanais insurgés durant les cinq journées de Milan (18 à 22 mars 1848) et le 24 mars, il entre en conflit avec l'Autriche.
L'armée du Royaume de Sardaigne, flanquée d'un grand nombre de volontaires venus de toute la péninsule (10-12 000 hommes arrivent de Florence, de Rome et de Naples, ces derniers commandés par Guglielmo Pepe), passe le Tessin pour libérer le royaume lombardo-vénitien de la domination autrichienne après les révoltes qui éclatent dans ces territoires. Le roi ne joue aucun rôle dans la libération temporaire de Milan, car il entre dans la ville seulement après la fin des cinq jours de rébellion, et donc, seulement après l'évacuation par l'armée autrichienne. Son entrée se fait à la demande de la ville elle-même, après une résolution du gouvernement piémontais, et seulement après la mise en place d'un gouvernement modéré à Milan (26 mars) qui réussit à réconcilier les deux factions, la pro-piémontaise de Casati et celle républicaine de Cattaneo. En respectant les principes d'une monarchie libérale, Charles-Albert échoue dans son objectif militaire ce qui permet au général Radetzky une retraite tranquille. Les propos à l'encontre du roi de Carlo Cattaneo semblent injustes, l'accusant d'être arrivé après les événements. Celui-ci souhaite un gouvernement républicain qui n'aurait probablement pas duré, car les Autrichiens, malgré leur retraite, ne sont pas vaincus, ce qu'il apprendra à ses dépens.
Le roi arrive à Milan le 12 avril, il proclame un plébiscite pour l'annexion de la Lombardie au royaume de Sardaigne ce qui lui fait perdre des jours précieux pour l'avancée de l'armée qui s'arrête devant les forteresses du quadrilatère.

#### La reprise des hostilités
Le 12 mars 1849, le gouvernement sarde rompt unilatéralement l'armistice signé avec les Autrichiens après la défaite de Custoza. La nouvelle est parvenue aux Autrichiens le 12 mars et provoque selon certaines sources une explosion de joie dans la troupe.
Le 14 mars, les Autrichiens abandonnent les duchés de Parme et de Modène. À Parme, la municipalité assure l'administration de la ville au nom du roi Charles-Albert.
Entre le 19 et le 20 mars, Radetzky passe par Pavie et traverse le fleuve Tessin. Cette action réussit en raison de la mauvaise exécution des ordres donnés au général Gerolamo Ramorino, qui se retrouve hors du théâtre des opérations. Le 20 mars, une avancée vers Milan, en passant par Magenta, aurait pu modifier l'issue de la guerre, mais à cause de l'action de Ramorino, l'armée sarde est contrainte à la défensive sur son flanc droit.
Le 21 mars, les Autrichiens remportent la bataille de Mortara, opposant un corps d'armée à deux brigades piémontaises qui ne peuvent résister longtemps. Le même jour, les Piémontais sont victorieux à Gambolo, Borgo San Siro et à Sforzesca. Le général Ramorino jugé responsable de la défaite piémontaise pour ne pas avoir obéi aux ordres est condamné à mort le 22 mai.
L'armée sarde se retire vers Novare, restant ainsi séparée du gros des troupes qui se trouve à Alexandrie. Radetzky, surpris par la retraite sur Novare, attaque Verceil avec son armée pendant que le IIe corps d'armée de Constantin d'Aspre (une des deux divisions est commandée par le jeune Archiduc Albert) attaque Novare et est repoussé. Cela donne à Wojciech Chrzanowski l'opportunité de contre-attaquer pour anéantir d'Aspre, mais Chrzanowski manque le moment décisif et ordonne le repli. Le lendemain 23 mars, Radetzky, comprenant l'erreur, attaque Novare avec la totalité de ses forces et rompt les lignes de l'armée sarde.

### L'exil et la mort
Charles-Albert abdique dans la nuit en faveur de son fils Victor-Emmanuel II après avoir entendu les prétentions autrichiennes en réponse à la proposition piémontaise d'une trêve. Par la suite, il se retire à Porto au Portugal où il meurt le 28 juillet de la même année.

## Distinctions
Distinctions du royaume de Sardaigne
| Gran-maître de l'ordre suprême de la Très Sainte Annonciade |
| Grand-maître de l'ordre des Saints-Maurice-et-Lazare        |
| Grand-maître de l'ordre militaire de Savoie                 |
| Ordre civil de Savoie                                       |
|                                                             |

Distinctions étrangères
| Chevalier de l'ordre de la Toison d'or               |
| Chevalier de l'ordre de Saint-Étienne de Hongrie     |
| Chevalier de l'ordre militaire de Marie-Thérèse      |
| Chevalier de l'ordre de Saint-Joseph                 |
| Chevalier de l'ordre de la Tour et de l'Épée         |
| Chevalier de l'ordre de Saint-Ferdinand et du mérite |
| Chevalier de l’ordre du Saint-Esprit                 |